# فيبي برنس (طالب)
فيبي برنس (بالإنجليزية: Phoebe Prince )‏ (و. 1994 – 2010 م) هي طالبة أيرلندية، ولدت في بيدفورد، شاركت في فيبي برنس، توفيت عن عمر يناهز 16 عاماً، بسبب شنق.

## التعليم
تعلمت في South Hadley High School ‏، وتعلمت في Villiers School ‏.